# Imelda-Rose Hegerty
Imelda-Rose Hegerty (født 29. oktober 1979 i Auckland) er en newzealandsk kunstskøjteløber, der blev newzealandsmester 1999, 2000, 2002 og 2003 (i 2001 fik hun sølv efter klubkammeraten Dirke O'Brien Baker).